# Cerro 18
El cerro 18 o cerro Dieciocho es  una colina que pertenece a la precordillera chilena en la Región Metropolitana de Santiago. Se encuentra ubicado en la comuna de Lo Barnechea, en el sector nororiente de la ciudad y es uno de los 26 «cerros isla» que posee la Región Metropolitana, debido a sus condición geomorfológica separada de otros cerros, a 4 km al noroeste del Cerro Alvarado. Se divide administrativamente en dos sectores: Cerro 18 Norte y Cerro 18 Sur. 

## Historia
El nombre del cerro, inicialmente bautizado como «cerro 18 de septiembre», homenajea la Primera Junta Nacional de Gobierno de Chile, formada el 18 de septiembre de 1810, fecha en que se celebran las Fiestas Patrias.
El proceso de poblamiento y urbanización del cerro comenzó a fines del siglo XX, luego de que un alud por un superávit de lluvia afectara al Campamento Quinchamalí en la misma comuna durante el invierno de 1986. Dado los daños considerables provocados por el desastre natural, Augusto Pinochet visitó a los pobladores y les prometió trasladarlos de locación ante el riesgo inminente de vivir en la ribera del río Mapocho, comenzando la construcción de viviendas sociales a mayor altura en el cerro, que era de propiedad fiscal y se encontraba deshabitado con escasa vegetación, las cuales fueron entregadas con sus respectivos títulos de dominio a partir de 1987, siendo los dos primeros conjuntos habitacionales las villas El Rodeo y Cerro 18, mientras que las villas 18 Norte y 18 Sur fueron entregadas en 1991. Asimismo, debido al espacio disponible para edificar que tiene el lugar, en un sector de progresivo desarrollo inmobiliario con un precio de la vivienda mayor al promedio de la ciudad, comenzaron a establecerse en los faldeos del cerro los primeros asentamientos informales, conocidos en Chile como «poblaciones callampa», en una de las comunas con habitantes pertenecientes a los niveles socioeconómicos de más altos ingresos. Es por esta marcada diferencia contrastante que el cerro es considerado uno de los íconos de la desigualdad en Santiago.
En los faldeos del lado noroeste del cerro, fue inaugurado en octubre de 2015 el Estadio Municipal de Lo Barnechea. Al año siguiente, siguiendo el modelo de los ascensores de Valparaíso, fue instalado el ascensor del cerro 18, el primer funicular de Santiago para uso residencial, siendo además el segundo de la ciudad después del funicular de Santiago, que se encuentra en el Parque Metropolitano del Cerro San Cristóbal, que está destinado para fines turísticos. El mismo año, la municipalidad inauguró en un sector del cerro el «Parque de la Chilenidad», un parque urbano de acceso gratuito con senderos, rutas demarcadas para hacer ciclismo de montaña, canopy y otras actividades al aire libre.
El 10 de diciembre de 2018 fue inaugurada una imagen monumental de la Virgen del Carmen en la cúspide del cerro, a un costado del ingreso superior al ascensor. En dicha ceremonia, la imagen de 14 metros de altura y que fue gestionada por los residentes católicos del cerro, recibió la bendición inaugural del arzobispo de Santiago de Chile, Ricardo Ezzati.